# I kväll jag tänder ett ljus (musikalbum)
I kväll jag tänder ett ljus är ett julalbum från 1981 av den svenske tidigare dansbandssångaren Stefan Borsch, där bland andra Radiosymfonikerna medverkar. Albumet återutgavs på CD 1992.

## Låtlista
| 1. Jag drömmer om en jul hemma (White Christmas) 2. O helga natt (Cantique de noel) 3. Det brinner ett ljus 4. Ser du stjärnan i det blå (When You Wish upon a Star) 5. Stilla natt (Stille Nacht, helige nacht) 6. När det lider mot jul (Det strålar en stjärna) | 1. I kväll jag tänder ett ljus 2. Det hände sig för länge sen (Mary's Boy Child) 3. Låt mig få tända ett ljus (Schlafe mein Prinzchen) 4. Lilla klocka ring igen (On a Snowy Christmas Night) 5. Jag ser en stjärna på himlen (It Came Upon the Midnight Clear) 6. Grå jul (Blue Christmas) 7. Vinterbild (El noye de la mare) |

## Listplaceringar
| Lista (1981-1982) | Topplacering |
| ----------------- | ------------ |
| Sverige           | 35           |